# Пасивний вогнезахист
Пасивний вогнезахист — захист будівельних конструкцій і комунікацій у будівлях та спорудах з метою підвищення їх вогнестійкості - стійкості до впливу факторів пожежі (полум'я, температури, продуктів згоряння тощо).
Вогнезахист виконується для будівельних конструкцій з металу, залізобетону, деревини, кабельної продукції, повітроводів, пластмасових труб.

## Вогнезахисні фарби
Вогнезахисні фарби інтемесцентного типу призначені для утворення вогнезахисного покриття, яке під дією високих температур спучується та, утворюючи теплоізоляційний шар, захищає металоконструкції від руйнування.Під час пожежі шар фарби збільшується в товщіні в десятки разів.

## Вогнезахисні штукатурки
Вогнезахисна штукатурка відноситься до методів конструктивного вогнезахисту, яка після нанесення утворює міцне теплоізоляційне вогнезахисне покриття, що забезпечує підвищення межі вогнестійкості металевих конструкцій до 240 хвилин (клас вогнестійкості R240). Вогнезахисне покриття відноситься до негорючих будівельних матеріалів (НГ), що дозволяє віднести захищені конструкції до групи поширення вогню М0.

## Вогнезахисні плити
Вогнезахисні плити можуть бути силікатними або гіпсовими. Плита представляє собою конструкційний негорючий матеріал на основі легких інертних наповнювачів і цільових добавок, та застосовується як вогнезахисний та теплоізоляційний матеріал, що оберігає будівельні конструкції від дії вогню.

## Українські виробники вогнезахисту
Більшість вогнезахисних матеріалів в Україні виробляються провідною компанією Ковлар Груп (м. Київ) під торговою маркою Ammokote, а також компаніями НВП Спецматеріали (м. Бориспіль) та Фаєр Протекшн (м. Київ).